# Recopa de Europa de baloncesto 1980-81
La Recopa de Europa de Baloncesto 1980-81 fue la decimoquinta edición de esta competición organizada por la FIBA que reunía a los campeones de las ediciones de copa de los países europeos. Tomaron parte 20 equipos, dos menos que en la edición precedente, proclamándose campeón el equipo italiano del Squibb Cantù, logrando su cuarto título en las últimas cinco ediciones. La final, en la que derrotó al FC Barcelona, se jugó en PalaEUR de Roma.

## Participantes
| Italia          | 2 | Squibb Cantù Turisanda Varese |
| Austria         | 1 | Klosterneuburg                |
| Bélgica         | 1 | Verviers-Pepinster            |
| Bulgaria        | 1 | Levski-Spartak                |
| Chipre          | 1 | AEL                           |
| Egipto          | 1 | Union Récréation Alexandria   |
| Inglaterra      | 1 | Doncaster Panthers            |
| Finlandia       | 1 | Peli-Karhut                   |
| Francia         | 1 | Moderne                       |
| Grecia          | 1 | Olympiacos                    |
| Hungría         | 1 | Soproni MAFC                  |
| Islandia        | 1 | Valur                         |
| Israel          | 1 | Hapoel Ramat Gan              |
| Países Bajos    | 1 | Parker Leiden                 |
| Noruega         | 1 | Sandvika                      |
| Unión Soviética | 1 | Žalgiris                      |
| España          | 1 | FC Barcelona                  |
| Turquía         | 1 | Efes Pilsen                   |
| Yugoslavia      | 1 | Cibona                        |

## Primera ronda
| Equipo 1                    | Agr.    | Equipo 2           | Ida    | Vuelta |
| --------------------------- | ------- | ------------------ | ------ | ------ |
| AEL                         | 134–202 | Levski-Spartak     | 65–102 | 69-100 |
| Sandvika                    | 124–123 | Peli-Karhut        | 60–60  | 64–63  |
| Hapoel Ramat Gan            | 184–188 | Parker Leiden      | 97–96  | 87–92  |
| Olympiacos                  | 125–138 | Verviers-Pepinster | 58–67  | 67–71  |
| Union Récréation Alexandria | 59–88   | Moderne            | 59–86  | 0–2*   |
| Klosterneuburg              | 152–146 | Soproni MAFC       | 88–63  | 64–83  |
| Valur                       | 169–230 | Cibona             | 79–110 | 90–120 |

*Union Récréation Alexandria se retiró antes del partido de vuelta, y se dio como ganador al Moderne por 2-0.

## Segunda ronda
| Equipo 1           | Agr.    | Equipo 2           | Ida    | Vuelta |
| ------------------ | ------- | ------------------ | ------ | ------ |
| Levski-Spartak     | 155–157 | Efes Pilsen        | 73–66  | 82-91  |
| Sandvika           | 135–215 | Žalgiris           | 68–101 | 67–114 |
| Parker Leiden      | 176–143 | Verviers-Pepinster | 93–73  | 83–70  |
| Doncaster Panthers | 138–152 | Moderne            | 78–66  | 60–86  |
| Klosterneuburg     | 149–168 | Cibona             | 74–84  | 75–84  |

Clasificados automáticamente para la fase de cuartos de final
- Turisanda Varese (defensor del título)
- Squibb Cantù
- FC Barcelona

## Cuartos de final
Los cuartos de final se jugaron con un sistema de todos contra todos, divididos en dos grupos.
|  | Clasificados para semifinales |

|    | Equipo           | PJ | Pts | G | P | PF  | PC  | Dif. |
| -- | ---------------- | -- | --- | - | - | --- | --- | ---- |
| 1. | FC Barcelona     | 6  | 11  | 5 | 1 | 570 | 468 | +102 |
| 2. | Turisanda Varese | 6  | 10  | 4 | 2 | 518 | 466 | +52  |
| 3. | Parker Leiden    | 6  | 9   | 3 | 3 | 506 | 536 | -30  |
| 4. | Efes Pilsen      | 6  | 6   | 0 | 6 | 433 | 557 | -124 |

|    | Equipo       | PJ | Pts | G | P | PF  | PC  | Dif. |
| -- | ------------ | -- | --- | - | - | --- | --- | ---- |
| 1. | Squibb Cantù | 6  | 12  | 6 | 0 | 556 | 471 | +85  |
| 2. | Cibona       | 6  | 10  | 4 | 2 | 536 | 515 | +21  |
| 3. | Moderne      | 6  | 7   | 1 | 5 | 521 | 530 | -9   |
| 4. | Žalgiris     | 6  | 7   | 1 | 5 | 466 | 563 | -97  |

## Semifinales
| Equipo 1         | Agr.    | Equipo 2     | Ida   | Vuelta |
| ---------------- | ------- | ------------ | ----- | ------ |
| FC Barcelona     | 167–164 | Cibona       | 92–85 | 75–79  |
| Turisanda Varese | 149–172 | Squibb Cantù | 84–94 | 65–78  |

## Final
18 de marzo, Palaeur, Roma
| Equipo 1     | Resultado | Equipo 2     |
| ------------ | --------- | ------------ |
| Squibb Cantù | 86–82     | FC Barcelona |

| 18 de marzo de 1981 | Squibb Cantù                                                                    | 86–82                | FC Barcelona                                           | |  |
|                     | Parciales: 48-46, 38-36                                                         |                      |                                                        | |  |
|                     | Estadísticas Tom Boswell, 18 Tom Boswell, 9 Pierluigi Marzorati, Tom Boswell, 2 | Reporte Pts Reb Asts | Estadísticas Epi, 28 Jeff Ruland, 8 Nacho Solozábal, 3 | Pabellón: Palaeur, Roma Asistencia: 10.000 espectadores Árbitros: Artenik Arabadjan (BUL), Yvan Mainini (FRA) |  |

| Campeón de la Recopa de Europa 1980–81 |
| -------------------------------------- |
| Squibb Cantù 4º título                 |